# Am Stern (Gera)
Die verwaltungsmäßig schon immer zu Thränitz gehörende Ansiedlung Am Stern – umgangssprachlich auch nur Stern – bildet zusammen mit Thränitz und Collis den 3,51 km² großen Ortsteil Thränitz der Stadt Gera in Thüringen mit insgesamt 391 Einwohnern (Stand 31. Dezember 2011).

## Geographie
Am Stern liegt im Südosten der Stadt Gera südwestlich des Verkehrslandeplatzes Gera.

## Geschichte
Die Ansiedlung Am Stern geht auf vier Ziegelbrennereien zurück, um die herum sich die dort tätigen Arbeiter mit ihren Familien angesiedelt haben. Zuständiger Schulort war Thränitz.
Die Brennereien sind heute geschlossen, es besteht ein kleineres Gewerbegebiet, ab den neunziger Jahren sind dank der landschaftlich schönen Lage auch zahlreiche Einfamilienhausneubauten entstanden.
Die ehemals im Ort befindliche stattliche, alte Gaststätte ist seit Jahren geschlossen; sie ist dem Verfall preisgegeben.

## Politik
Thränitz mit Am Stern und Collis sind seit dem 1. Juli 1994 zur Stadt Gera eingemeindet. Seitdem bilden die drei Orte den Ortsteil Thränitz der Stadt Gera mit eigener Ortschaftsverfassung und Ortsteilrat (bis II/2009 Ortschaftsrat). Ortsteilbürgermeister ist seit 1994 Dieter Karius (parteilos).

## Verkehr
- Der Ort wird über die Süd-Ost-Tangente Gera erschlossen.
- Eine ÖPNV-Anbindung für Am Stern besteht mit der GVB-Linie 19.
- Die nächstgelegene Bahnstation ist Gera Hauptbahnhof.

## Bildung
Die nächstgelegene Kindereinrichtung ist die
- Kindertagesstätte Regenbogen in Thränitz.

Zuständige Grundschule ist die
- Neulandschule in Pforten.

Nächstgelegene Regelschule ist die
- Ostschule im Ostviertel.